# Wydział Matematyki, Fizyki i Informatyki Uniwersytetu Marii Curie-Skłodowskiej
Wydział Matematyki, Fizyki i Informatyki Uniwersytetu Marii Curie-Skłodowskiej – jeden z trzynastu wydziałów Uniwersytetu Marii Curie-Skłodowskiej.
Wydział działa pod tą nazwą od 1 października 2001 r, po przemianowaniu Wydziału Matematyki i Fizyki, który został utworzony 1 lutego 1989 roku w wyniku przekształcenia się Wydziału Matematyki, Fizyki i Chemii w dwa odrębne Wydziały. Jednak zarówno matematyka, jak i fizyka rozwijały się, od momentu powstania Uniwersytetu, w ramach Wydziału Przyrodniczego.

## Dorobek naukowy
W ciągu 54 lat istnienia Wydziału dyplomy ukończenia studiów otrzymało ponad 3500 osób z matematyki i ponad 1800 osób z fizyki, obronionych zostało ponad 350 prac doktorskich, przeprowadzono 50 przewodów habilitacyjnych (22 z matematyki i 28 z fizyki).
Badania naukowe prowadzone na Wydziale realizowane są w ramach 18 grantów indywidualnych (14 na fizyce i 4 na matematyce), badań statutowych oraz badań własnych.
W minionym 54-leciu Wydział Matematyki i Fizyki wzbogacał się o obiekty dydaktyczne i pracownie naukowe. Obecnie wydział mieści się w czterech budynkach. Jeden z najstarszych budynków na miasteczku akademickim tzw. Stara Fizyka został wybudowany w latach 1952–54, pozostałe trzy budynki są młodsze. Fizykę Średnią wybudowano w 1972, a wieżowiec w 1975. Budynek Instytutu Informatyki oddano do użytku w 2012.
Na Wydziale Matematyki, Fizyki i Informatyki zatrudnionych jest 25 profesorów tytularnych (16 w IF i 9 w IM), 8 profesorów UMCS (3 w IF i 5 w IM), 10 doktorów habilitowanych (8 w IF i 2 w IM), 58 adiunktów (35 w IF i 23 w IM), 8 wykładowców lub starszych wykładowców, 43 asystentów, 75 pracowników inżynieryjno-technicznych i 7 prac. administracyjnych.

## Historia
Na Wydziale Przyrodniczym zajęcia prowadzone były w siedmiu sekcjach:
- matematyczno-fizycznej
- biologicznej
- chemicznej
- geograficznej
- filozoficzno-psychologicznej
- antropologiczno-etnograficznej
- pedagogicznej

9 lutego 1945 roku odbyło się pierwsze uroczyste ślubowanie studentów, a 27 lipca 1945 roku uroczyste zakończenie pierwszego roku akademickiego. Wydział Przyrodniczy wówczas posiadał już 17 katedr, w tym 8 o charakterze matematyczno-fizyczno-chemicznym. Były to:
- dwie katedry matematyki
- statystyki matematycznej
- fizyki doświadczalnej
- fizyki teoretycznej
- chemii nieorganicznej
- chemii organicznej
- geofizyki z meteorologią i klimatologią
- astronomii

Wydział Przyrodniczy przechodził w ciągu lat przeobrażenia. W dniu 3 grudnia 1946 roku został przemianowany na Wydział Matematyczno-Przyrodniczy, co podyktowane było bardziej dominującą i rozwijającą się dziedziną – matematyką. W tej strukturze organizacyjnej funkcjonował do 31 grudnia 1951 roku.
1 stycznia 1952 roku Wydział Matematyczno-Przyrodniczy podzielił się na dwa wydziały: Wydział Biologii i Nauk o Ziemi oraz Wydział Matematyczno-Fizyczno-Chemiczny.
W roku akademickim 1969/1970 wprowadzono ogólną reorganizację we wszystkich szkołach wyższych, w tym również w UMCS. W miejsce dotychczasowych katedr powstały zakłady. Utworzono także instytuty grupujące zakłady o tym samym lub podobnym profilu działalności. Utworzono więc na Wydziale Mat-Fiz-Chem 3 instytuty, a mianowicie: Instytut Matematyki, Instytut Fizyki i Instytut Chemii. Pierwszymi dyrektorami instytutów zostali: Instytutu Matematyki – prof. dr hab. Jan Krzyż, Instytutu Fizyki – prof. dr hab. Stanisław Szpikowski, Instytutu Chemii – prof. dr hab. Jarosław Ościk.
1 lutego 1989 roku Wydział Mat-Fiz-Chem podzielił się: Instytut Chemii utworzył samodzielnie Wydział Chemii, pozostałe zaś Instytuty: Matematyki i Fizyki utworzyły Wydział Matematyczno-Fizyczny.

## Kierunki kształcenia
Dostępne kierunki:
- Bezpieczeństwo radiacyjne (studia I stopnia)
- Fizyka (studia I stopnia)
- Fizyka techniczna (studia I stopnia)
- Informatyka (studia I stopnia)
- Inżynieria nowoczesnych materiałów (studia I stopnia)
- Matematyka (studia I i II stopnia)
- Matematyka w finansach (studia I i II stopnia)
- Nauczanie matematyki i informatyki (studia I i II stopnia)
- Technical physics (studia I stopnia)

## Poczet dziekanów
1. prof. dr Maksymilian Piłat (1990–1993)
2. dr hab. Wiesław Zięba (1993–1999)
3. prof. dr hab. Mieczysław Budzyński (1999–2005)
4. prof. dr hab. Krzysztof Pomorski (2005–2008)
5. prof. dr hab. Zdzisław Rychlik (2008–2012)
6. dr hab. Zbigniew Korczak (2012–2021)
7. dr hab. Monika Budzyńska (od 2021)

## Władze Wydziału
Od 1 września 2021:
| Stanowisko | Imię i nazwisko          |
| ---------- | ------------------------ |
| Dziekan    | dr hab. Monika Budzyńska |
| Prodziekan | dr hab. Beata Bylina     |

## Struktura organizacyjna

### Instytut Fizyki
Dyrektor: dr hab. Ryszard Zdyb
- Katedra Biofizyki
- Katedra Fizyki Materiałowej
- Katedra Fizyki Powierzchni i Nanostruktur
- Katedra Fizyki Teoretycznej

### Instytut Informatyki
Dyrektor: dr hab. Przemysław Stpiczyński
- Katedra Cyberbezpieczeństwa
- Katedra Neuroinformatyki i Inżynierii Biomedycznej
- Katedra Oprogramowania Systemów Informatycznych
- Katedra Systemów Inteligentnych

### Instytut Matematyki
Dyrektor: dr hab. Mariusz Bieniek
- Katedra Analizy Matematycznej
- Katedra Matematyki Stosowanej
- Katedra Nauczania Matematyki i Informatyki